# Acrocercops chalcea
Acrocercops chalcea là một loài bướm đêm thuộc họ Gracillariidae. Nó được tìm thấy ở Queensland.